# Kazimierz Wojniakowski
Kazimierz Wojniakowski (ur. 1771 lub 1772 w Krakowie, zm. 20 stycznia lub 20 grudnia 1812) – polski malarz i rysownik, wolnomularz.

## Życiorys
Uczeń Marcella Bacciarellego. Przedstawiciel sentymentalizmu. Uprawiał przede wszystkim malarstwo portretowe. Malował m.in. Izabelę Czartoryską, Tadeusza Kościuszkę, Stanisława Augusta Poniatowskiego, Stanisława Sołtyka. Jego portrety cechuje duży realizm fizjonomii modeli. Obok portretów pojedynczych tworzył również portrety zbiorowe, np. Zebranie towarzyskie w parku (Łazienkowskim?) (1797, Muzeum Narodowe w Warszawie), ukazujące rodziny Lafontainów i Hauków wokół pomnika Stanisława Augusta.
Wojniakowski jest również autorem obrazów historycznych (m.in. Uchwalenie Konstytucji 3 maja, 1806, Muzeum Narodowe w Warszawie), alegorycznych i pejzażowych.

Portret generała Józefa Kossakowskiego, 1794, Muzeum Narodowe w Krakowie
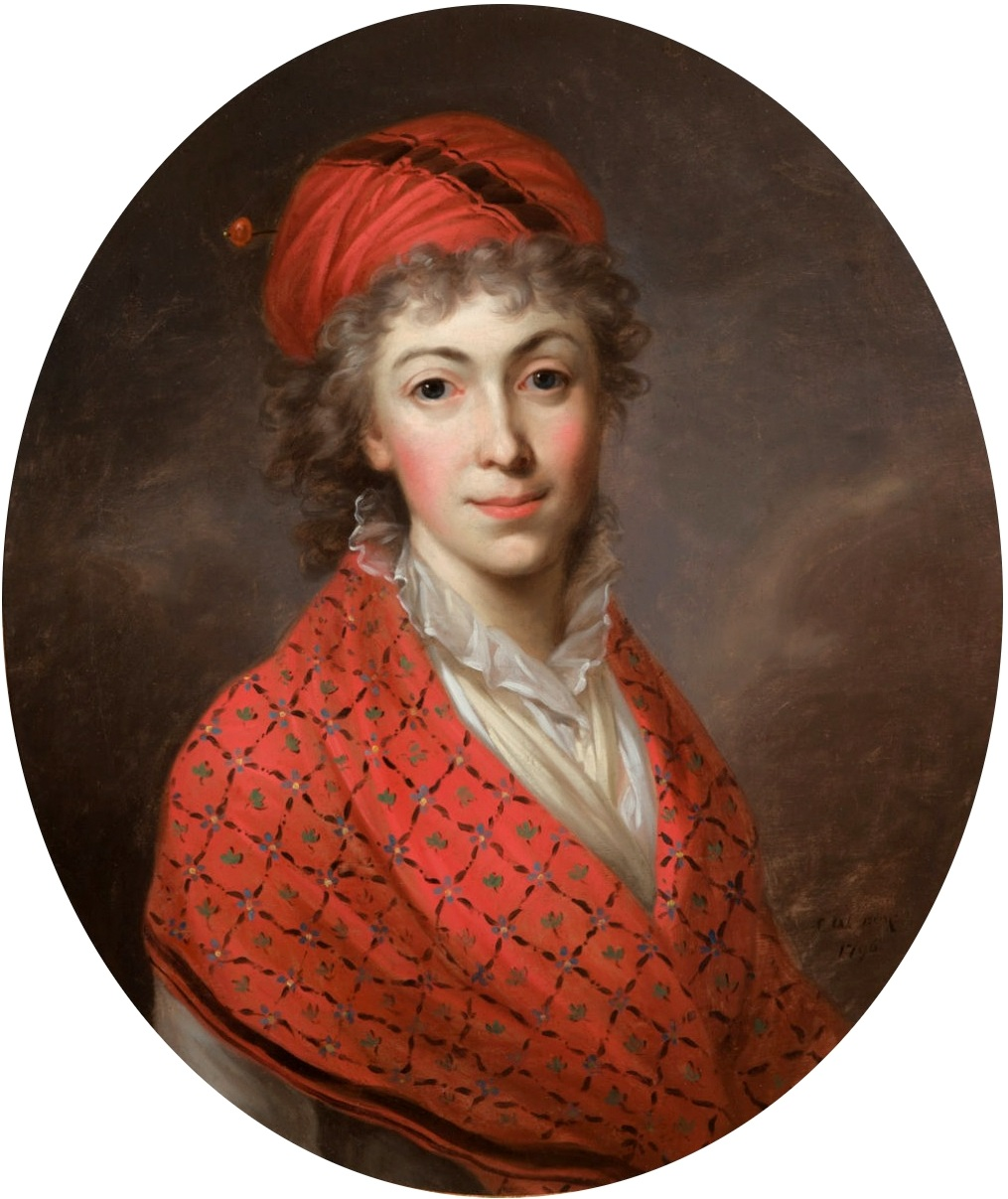
Portret Izabeli Czartoryskiej, 1796, Muzeum Narodowe w Krakowie - Muzeum Czartoryskich
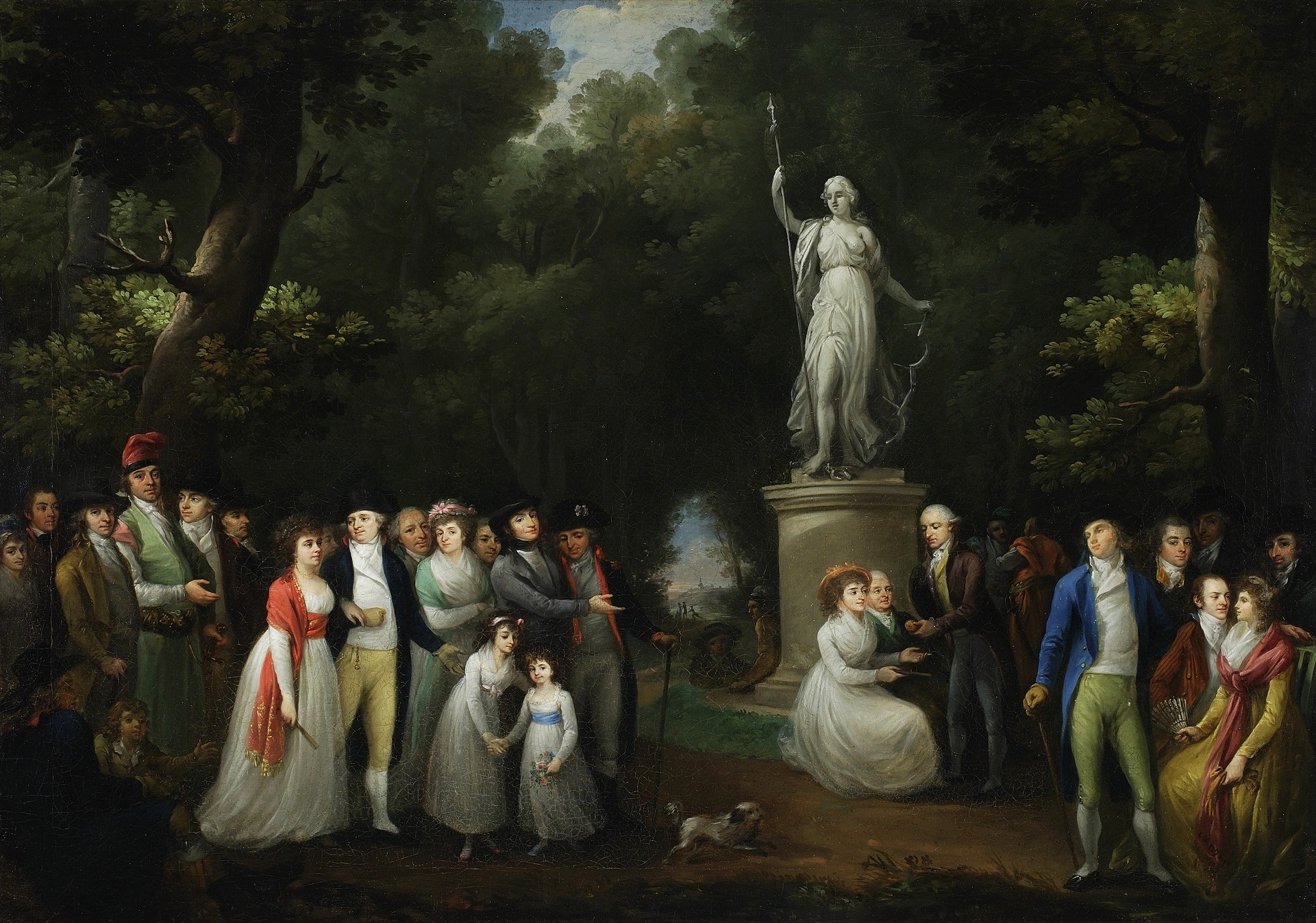
Zebranie towarzyskie w parku, 1797, Muzeum Narodowe w Warszawie
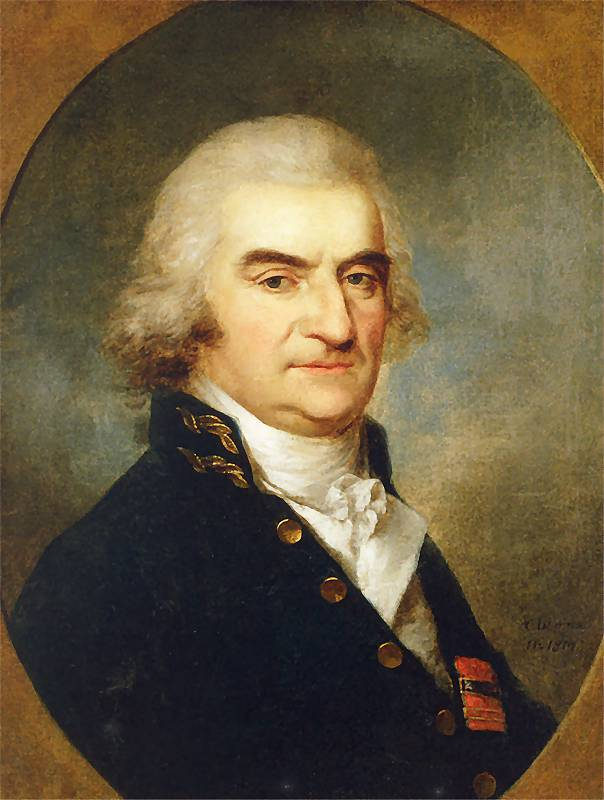
Portret Franciszka Piotra Potockiego, 1801, Muzeum Narodowe w Warszawie
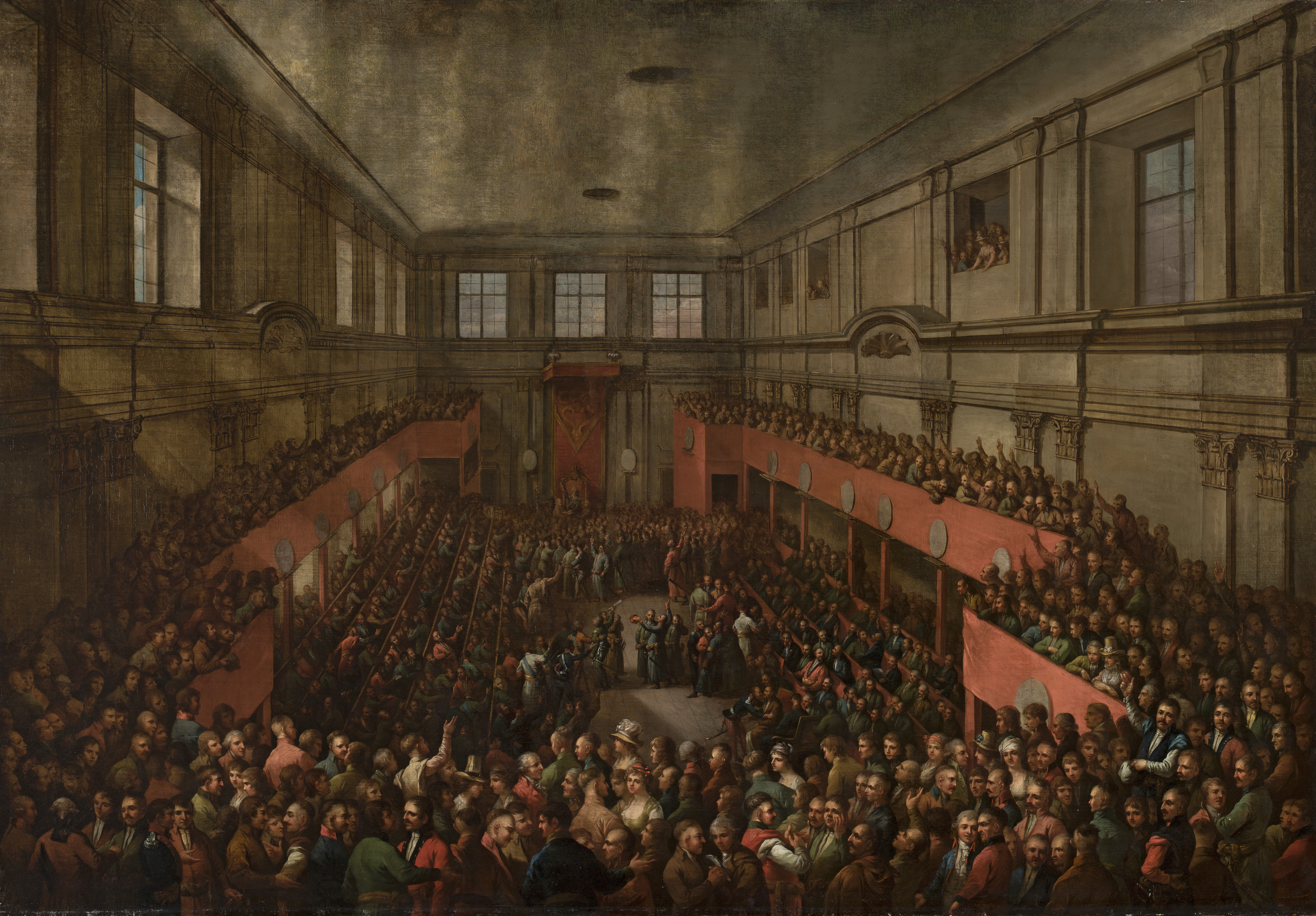
Uchwalenie Konstytucji 3 maja, 1806, Muzeum Narodowe w Warszawie
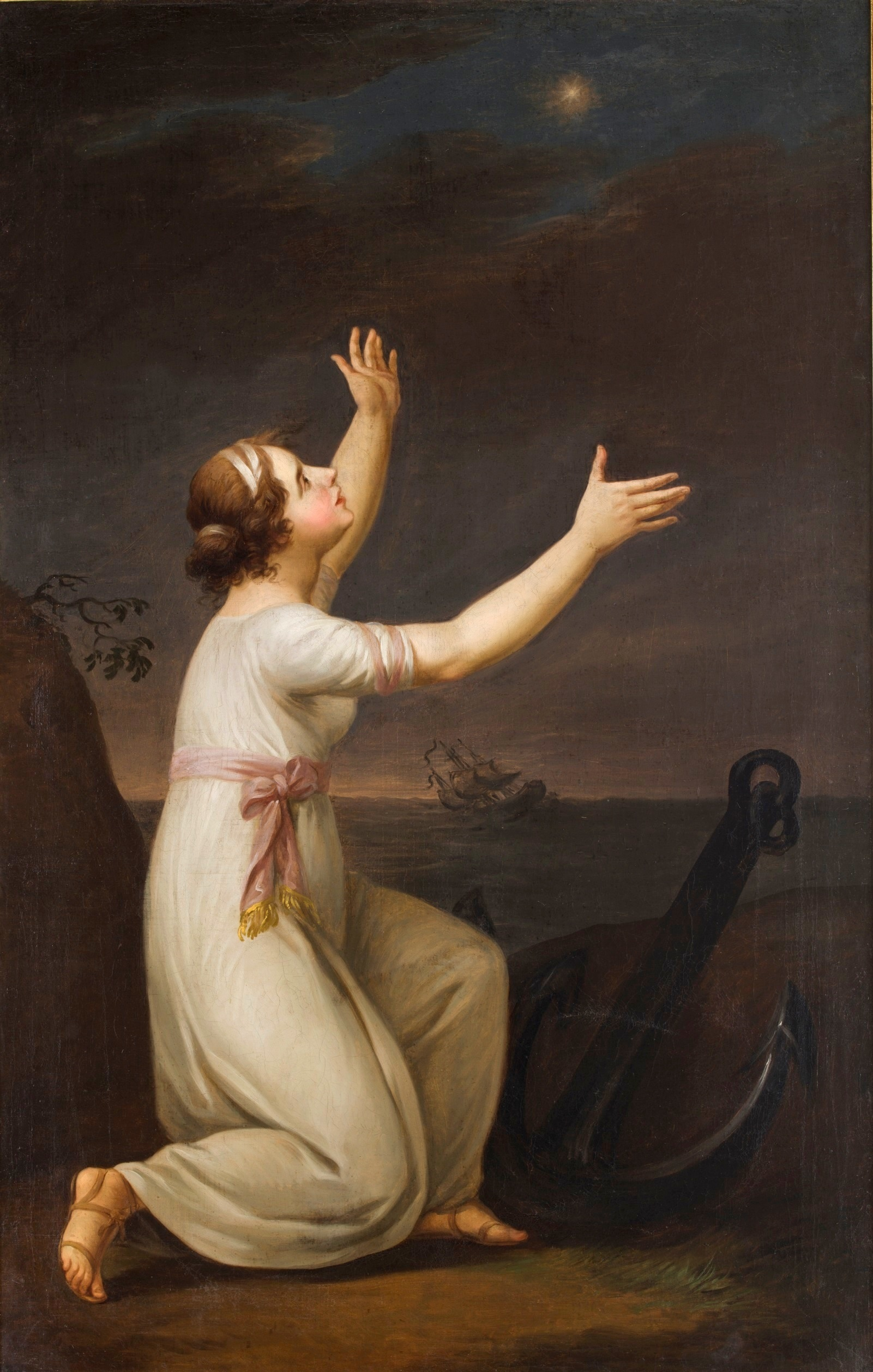
Alegoria nadziei, 1807, Muzeum Narodowe w Poznaniu
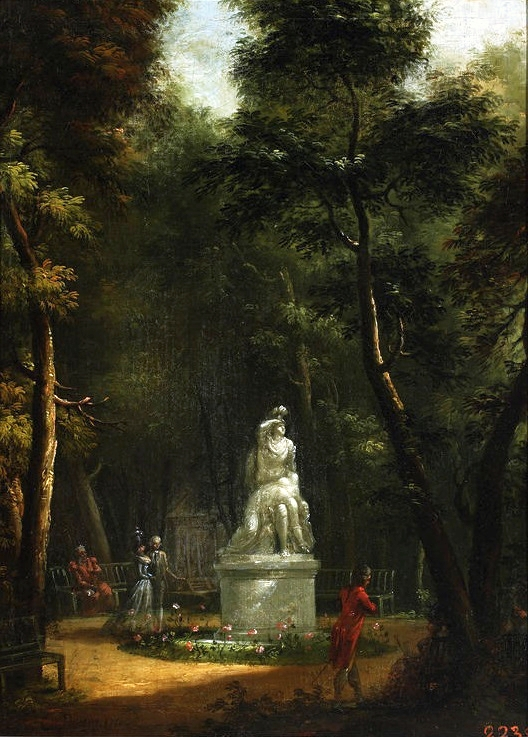
Park Łazienkowski z posągiem Tankreda i Kloryndy, 1790, Muzeum Narodowe w Warszawie
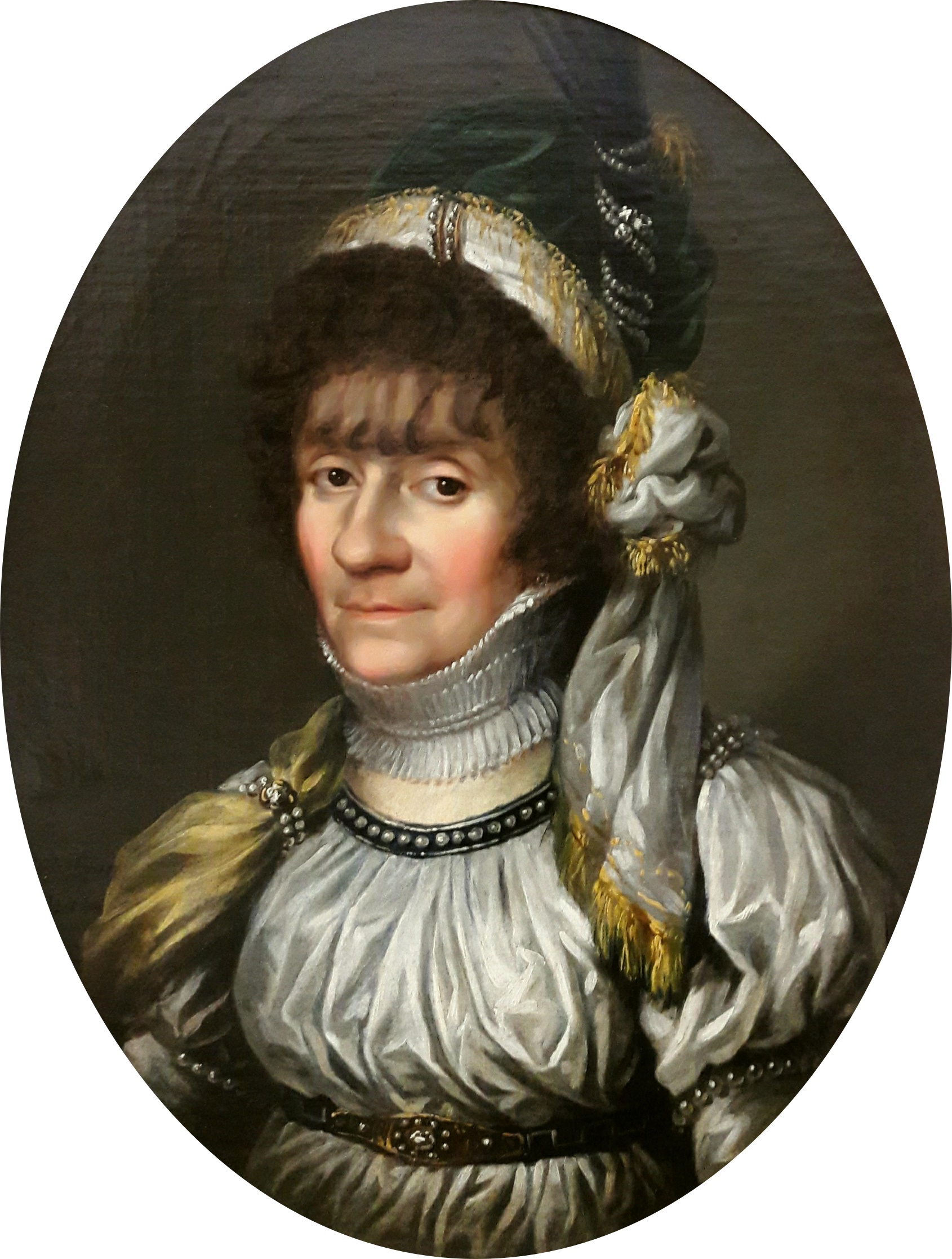
Portret starszej damy, 1806, Muzeum Okręgowe w Toruniu